# دیوید کولی
دیوید کولی (انگلیسی: David P. Cooley; ۱۵ فوریهٔ ۱۹۶۰ – ۲۵ مارس ۲۰۰۹) یک خلبان آزمایش لاکهید مارتین و افسر بازنشسته نیروی هوایی ایالات متحده آمریکا بود که در آزمایش لاکهید اف-۱۱۷ نایت‌هاوک نقش داشت. او در یک مأموریت آزمایشی اف-۲۲ رپتور در جنوب کالیفرنیا کشته شد.